# Thalassophilus
Thalassophilus — род жужелиц из подсемейства Trechinae.

## Описание
Верхняя часть тела голая, плоская. Надкрылья на основании окаймлены от плеч до щитка. Мандибулы на внутреннем крае с тремя зубцами.

## Систематика
В составе рода:
- Thalassophilus azoricus Oromí & Borges, 1991
- Thalassophilus breuili Jeannel, 1926
- Thalassophilus caecus Jeannel, 1938
- Thalassophilus longicornis (Sturm, 1825)
- Thalassophilus pieperi Erber, 1990
- Thalassophilus subterraneus Machado, 1990
- Thalassophilus whitei Wollaston, 1854